# Wild Blessed Freedom
| Recensione   | Giudizio |
| ------------ | -------- |
| Audiopinions | [ 1 ]    |

Wild Blessed Freedom è il secondo album in studio del gruppo rock statunitense Carolina Liar, pubblicato nel 2011.

## Tracce
1. Miss America - 4.04
2. No More Secrets - 4.15
3. Drown - 3.50
4. Me And You - 3.32
5. Beautiful People - 3.30
6. King Of Broken Hearts - 3.56
7. I Don't Think So - 3.12
8. Daddy's Little Girl - 3.27
9. Feel Better Now - 3.02
10. Never Let You Down - 3.49
11. Salvation - 3.29
12. All That Comes Out Of My Mouth - 3.10